# Operaciones en la Quinta Dimensión
La quinta dimensión o quinto dominio de guerra o de combate complementa las cuatro dimensiones o dominios clásicos: tierra, mar, aire y espacio. Este concepto fue enunciado en 1995 dentro de las Operaciones de Información como una categoría de las operaciones de apoyo directas e indirectas a los Ejércitos de los Estados Unidos de América, un concepto asumido por los países aliados, la OTAN, y, en general, los ejércitos de todos los países.

## Núcleo de la doctrina militar de U.S.A.
La quinta dimensión o quinto dominio es parte del núcleo de la doctrina militar de los Estados Unidos, que reconoce al menos cinco dimensiones, o dominios de combate de los cuales es responsable:
- Tierra
- Mar
- Aire
- Espacio
- Información

El origen del concepto de Operaciones en la Quinta Dimensión surge de una crítica sobre el próximo escenario, reflejando "un fracaso no pensar más allá de los normales "cuatro" escenarios de las amenazas, tanto domésticas como internacionales".

### Análisis histórico
El análisis histórico usado para justificar el concepto del inicio del desarrollo de Operaciones en la Quinta Dimensión, se basa en la noción de que:
- Las operaciones terrestres se definen las primeras, basadas en la energía humana (infantería) y, posteriormente, en la energía animal (caballería) en una era tridimensional medieval y, posteriormente, en la energía mecánica, en la era cuatridimensional moderna. El "espacio de las batallas se define, históricamente, por las tres dimensiones espaciales (x, y, z) y una dimensión temporal (t).[4]
- El elemento desconocido o nuevo elemento es la quinta dimensión, el ciberespacio, que es definido como la combinación del impacto de Internet y el terrorismo enmascarado en un campo de batalla avanzado. [cita requerida]

## Aproximación crítica a las Operaciones de Información en un quinto dominio, 1995–1996
Los principales argumentos usados en el desarrollo del Concepto de Operaciones en la Quinta de Dimensión han sido:
- La visión de que cada una de las cinco dimensiones/dominios – la Tierra, el Mar, el Aire, el Espacio y la Información – no deberían ser consideradas como elementos categorizados.
- El espacio de batalla tiene que ser visto como un todo integrado, en el que las operaciones ocurren sobre múltiples frentes, como un continuo de actividades interrelacionadas

"Existe en la actualidad una solución tecnológica, un avance que hace posible el hecho de entrar en el núcleo de la toma de decisiones del opositor vía el empleo imaginativo de la tecnología de la información. En este sentido, su contribución clave consiste en que se  presupone conceptualmente que, al movernos en el Siglo de la Información, existen nuevas posibilidades que se hacen realidad, como la capacidad de conocer la mente del opositor, no haciendo simples conjeturas sobre sus motivos y acciones, también moldeandolas y dirigiéndolas."

## Combinación de espacios de batalla multidimensionales
El concepto de Espacio Operacional Penta-Dimensional está basado en la noción de la existencia de una dimensión estructural propia de la táctica y el arte operacional de nuestros días, lo que es producto del desafío planteado por:
- La tecnología de Mando y control (C2), así como de Mando e Influencia (CI), propias de la Era de la Información.[6]
- Swarming o "enjambres" descentralizados
- Oponentes o enemigos irregulares
- Un cambio lingüístico de "campo de batalla" a "espacio de batalla" reconoce la realidad de fuerzas que operan en un campo de batalla multidimensional contra opositores complejos.[7]

## Relación con el Análisis Táctico Tridimensional (3D)
El Concepto de Operaciones en la Quinta Dimensión está conceptualmente basado en el principio "penta-dimensional, la aplicación holística a la guerra en que usan las tres dimensiones de tierra, mar, y el espacio aéreo, pero también incorpora las dimensiones temporales y de guerra cibernética".

## Guerra Informática/Ataque Informático
El principal componente técnico de las Operaciones en la Quinta Dimensión es la Guerra Informática (ciberguerra), y en ella, los Ataques Informáticos (ciberataques).

## Guerra de la información
La Guerra de la información es un concepto histórico, que ha sido más desarrollado conforme a la doctrina militar de los ejércitos de los EE. UU. y aliados, tendiendo a favorecer la tecnología y pudiendo extenderse en los entornos de la Guerra Electrónica, la Guerra Cibernética, el Aseguramiento de la Información o Garantía de la Información y en Operaciones de Ataque/Defensa de Redes Computacionales. Simultáneamente, se ha desarrollado un concepto más amplio de las Operaciones de Información, con un mayor aprovechamiento de la combinación de la tecnología, así como un enfoque más relacionado con los aspectos humanos del empleo de la información, incluyendo el análisis de redes sociales, análisis de decisión y aspectos de mando y control. Esta visión más amplia se ha convertido en la base de las Operaciones en la Quinta Dimensión.